# San Juan de Aznalfarache
San Juan de Aznalfarache település Spanyolországban, Sevilla tartományban. San Juan de Aznalfarache Sevilla, Gelves, Mairena del Aljarafe és Tomares községekkel határos. Lakosainak száma 23 090 fő (2024).

## Népesség
A település népessége az elmúlt években az alábbi módon változott:
| Lakosok száma | 20 049 | 20 001 | 19 943 | 20 779 | 21 663 | 21 576 | 21 458 | 21 416 | 22 138 | 23 090 |
|               | 2001   | 2004   | 2007   | 2009   | 2012   | 2014   | 2017   | 2019   | 2022   | 2024   |